# الاحتياجات ضد السعوديه
1. تحويل الاحتجاجات ضد السعوديه